# يوسف محمد (لاعب كرة قدم سوري)
يوسف محمد (ولد في 26 يونيو 1999) لاعب كرة قدم دولي سوري يجيد اللعب في مركز قلب الدفاع. يلعب حاليا لصالح الأهلي الذي ينافس في الدوري البحريني الممتاز منذ 2021.

## المسيرة الرياضية

### الأندية
في موسمه الأول مع الوحدة 2017-2018 وفي بطولة الدوري السوري الممتاز 2017–18 ساهم محمد في احتلال الوحدة المركز الثالث برصيد 51 نقطة بفارق 5 نقاط عن البطل الجيش. وفي بطولة كأس سوريا 2018 ساهم في وصول الوحدة إلى الدور الثمن النهائي حيث خسر من تشرين 1-2 في مجموع المباراتين. وفي بطولة كأس الاتحاد الآسيوي 2018 اكتفى الوحدة باحتلال المركز الرابع الأخير في المجموعة الثالثة برصيد 5 نقاط وخرج من منافسات البطولة.
في موسمه الثاني 2018-2019 وفي بطولة الدوري السوري الممتاز 2018–19 ساهم محمد في احتلال الوحدة المركز الثالث برصيد 49 نقطة بفارق خمس نقاط عن البطل الجيش. وفي بطولة كأس سوريا وصل الوحدة إلى الدور الربع النهائي حيث خسر من الوثبة 1-3 وخرج من منافسات البطولة.
في موسمه الثالث 2019-2020 ففي بطولة الدوري الممتاز تراجع مستوى الوحدة ليحتل المركز الخامس برصيد 44 نقطة بفارق 14 نقطة عن البطل تشرين. وفي بطولة كأس سوريا ساهم محمد في تتويج الوحدة بطلا بعدما تغلب في المباراة النهائية على المجد 3-1 ليتوج محمد بأولى بطولاته الشخصية.
في موسمه الرابع والأخير 2020-2021 وفي بطولة كأس السوبر السوري ساهم محمد في تتويج الوحدة بالبطولة بعدما تغلب على تشرين 2-1 ليحقق ثاني بطولاته الشخصية. وفي بطولة الدوري الممتاز تحسن مستوى الوحدة قليلا واحتل المركز الرابع برصيد 47 نقطة بفارق 12 نقطة عن البطل تشرين. وفي بطولة كأس سوريا فقد الوحدة لقبه من خلال الخسارة في الدور الربع النهائي من الاتحاد بركلات الترجيح. وفي بطولة كأس الاتحاد الآسيوي 2020 اكتفى الوحدة بالمشاركة في دور المجموعات حيث احتل المركز الثاني في المجموعة الأولى برصيد نقطتين وفشل في التأهل إلى الدور الربع النهائي.
في 1 يوليو انتقل محمد من الوحدة إلى الأهلي البحريني.

### المنتخبات
في 12 نوفمبر 2020 شارك محمد في أول مباراة دولية له مع سوريا وكانت ضد أوزبكستان وديا وانتهت بفوز سوريا 1-0. في تصفيات كأس العالم 2022 – آسيا الجولة الثانية لعب محمد 3 مباريات ليساهم في تصدر سوريا المجموعة الأولى برصيد 21 نقطة وبالتالي إلى الدور الثالث.

## الألقاب والإنجازات

### الأندية
- الوحدة
  - كأس سوريا (1): 2019-20
  - كأس السوبر السوري (1): 2020